# 克萊爾縣 (密歇根州)
克萊爾县（英語：Clare County）是美国密西根下半島中部的一個縣，面積1,490平方公里。根據2020年美國人口普查，共有人口30,856人。縣治哈里森（Harrison）。該縣成立於1840年4月1日，原名凱卡基郡（Kaykakee），縣政府則於1871年4月13日成立；縣名來自爱尔兰的克莱尔郡。